# Tirant (construction)
Pour les articles homonymes, voir Tirant.

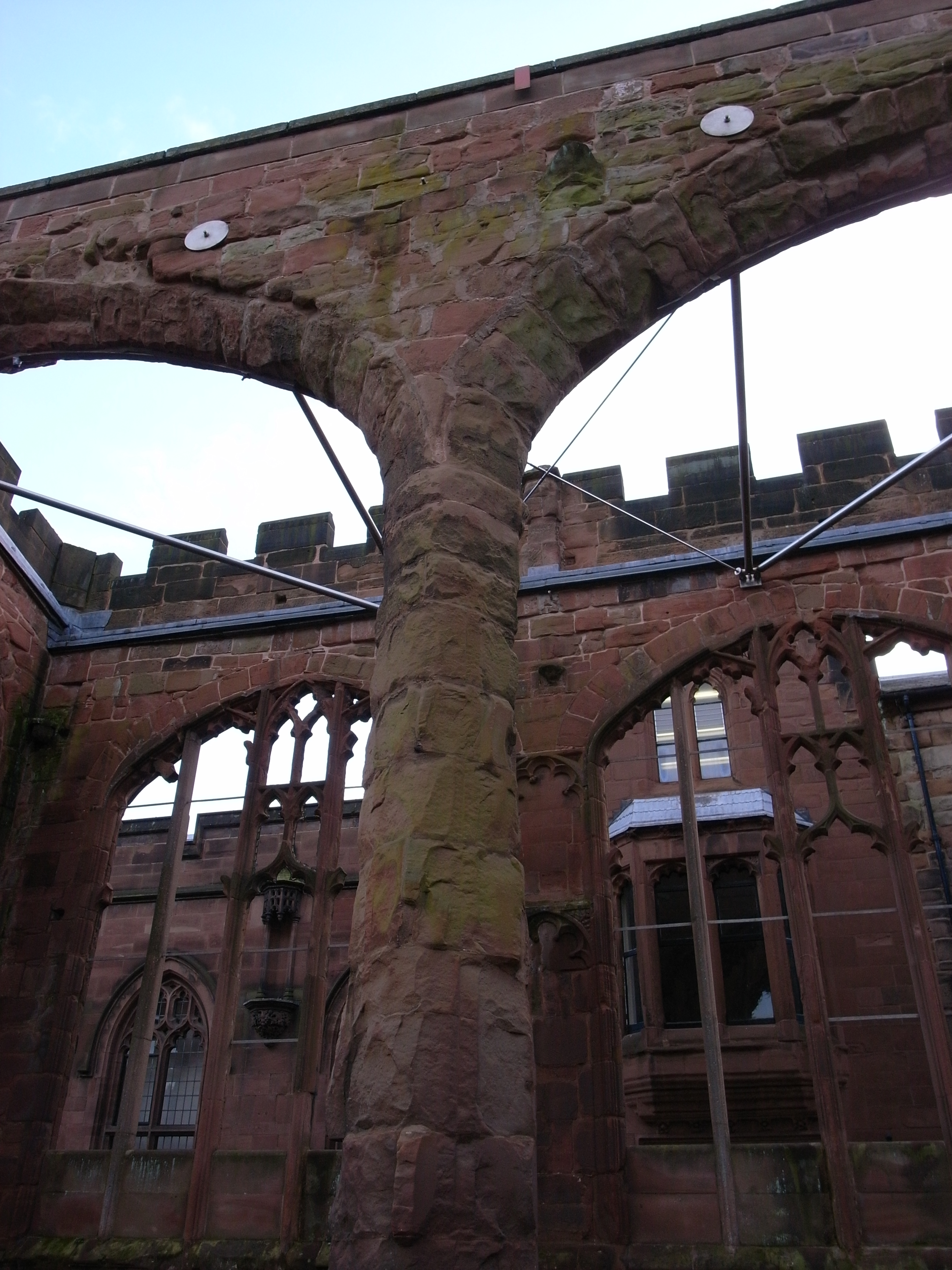
Tirants et ancres sur des ruines de la cathédrale Saint-Michel de Coventry.

Un tirant est une membrure qui reprend des efforts de traction entre deux poussées divergentes, et évite le déversement d'un mur, l’écartement des pièces de charpente, etc. Inversement à l’étrésillon qui travaille en compression en empêchant le rapprochement de deux pièces, le tirant est soumis à une traction.
En maçonnerie, le tirant est une tige métallique dont chaque extrémité est solidaire d'une ancre en forme de X, de Y ou de S, destinée à prendre appui sur la maçonnerie.
En matière de charpente, le tirant est appelé « entrait » et constitue la base du triangle formé par les deux arbalétriers dont il empêche l'écartement.
Le tirant est souvent ajouté postérieurement à une construction en vue de remédier à des faiblesses structurelles. Mais il peut aussi être intégré dès l’origine. Dans l’architecture gothique, les tirants métalliques participent à l’équilibre complexe des poussées des maçonneries.

## Sources
- Vocabulaire de l'architecture. Principes d'analyse scientifique, ministère des Affaires culturelles, Imprimerie nationale, 1972000[Quoi ?].

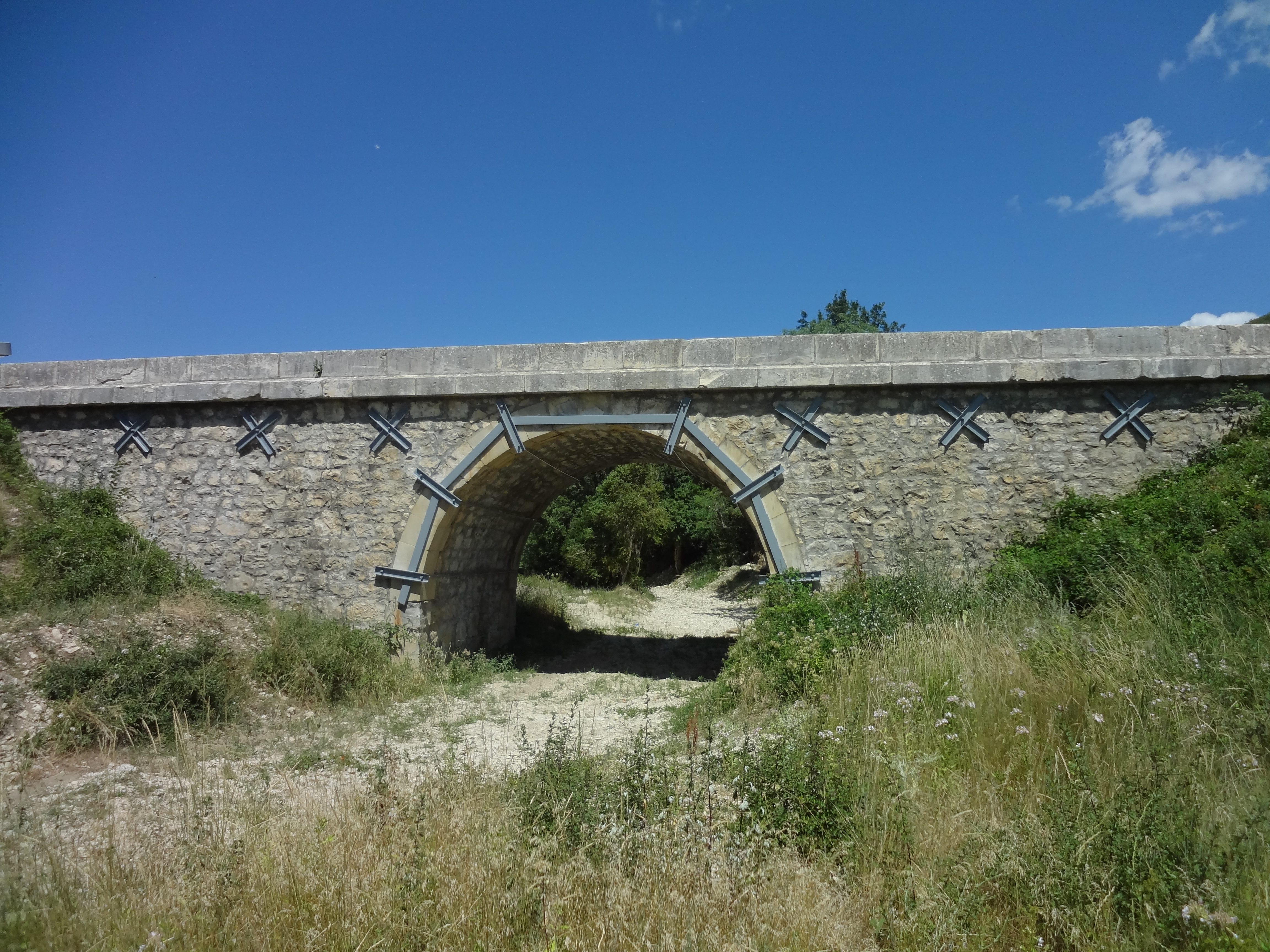
Pont massivement équipé de tirants (sur le Largue, rivière intermittente, à Banon).